# ميقونة إهليلجية
ميقونة إهليلجية (الاسم العلمي:Mucuna elliptica) هي نوع من النباتات تتبع جنس الميقونة من الفصيلة البقولية.